# 키드 (1921년 영화)
《키드》(The Kid)는 1921년 찰리 채플린이 제작한 영화다. 이 영화는 퍼스트네셔널에서 만들어졌으며 이 영화에 나온 아역배우인 재키 쿠건은 많은 사람들의 관심을 받게 되었다. 뒷날 채플린은 이 영화가 가장 기억에 남는다고 말하였다.

## 줄거리

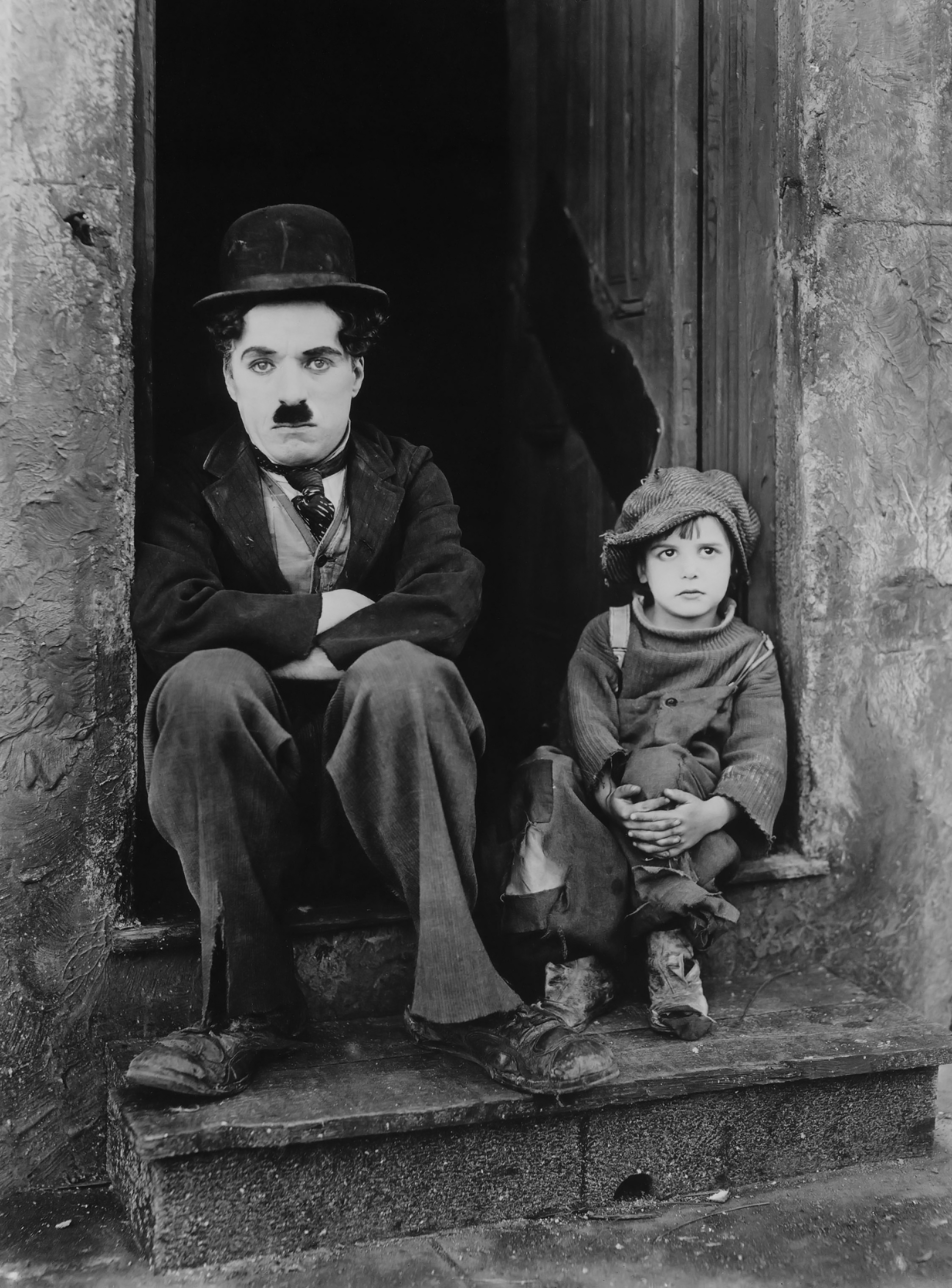

한 여자가 자선 병원에서 아기를 낳고 퇴원한다. 이 여자는 어느 부유한 화가에게서 버림받아 비참하게 살고 있다. 결국 여자는 아이를 부잣집의 차에다 놓고 그 차는 차도둑에 의해 훔쳐진다. 차도둑에게 번거로울 수밖에 없는 아기는 쓰레기통에 버려져 산책을 나선 떠돌이에게 발견된다. 떠돌이도 그 아기를 버리려고 하지만 주위의 시선에 결국 키우면서 정이 붙게 된다. 그로부터 5년 후, 떠돌이는 아이와 재밌게 오손도손 지내면서 같이 일을 한다. 그 일이란 아이가 돌로 창문을 깨트리면 떠돌이가 그 창문을 가는 일이다.
빈민촌에서도 여러 재미있는 일이 일어난다. 여자는 유명한 배우가 되어 5년 전 자신의 비참함을 다른 이에게 주지 않으려고 가난한 사람들을 돌보기 위해 떠돌이와 아이가 있는 마을에 온다. 그런데 아이가 아프면서 문제가 생긴다. 진단하러 온 의사는 떠돌이가 친아버지가 아니라는 것을 알게 되고 지방 유치원에서 아이를 데려가려 하지만 겨우 탈출한다. 그러면서 여자는 자신이 버린 아이가 누군지 알면서 떠돌이 몰래 데려간다. 떠돌이는 실망에 차 지쳐 문 앞에 쓰러져 천국을 꿈꾼다. 그런데 꿈에서 깰 즈음 경찰관이 떠돌이를 데려간다. 거기는 아이와 여자가 있는 집. 떠돌이는 거기서 아이를 만나게 된다.

## 캐스트
- 떠돌이 - 찰리 채플린
- 여자 - 에드나 퍼바이언스
- 아이 - 재키 쿠건
- 여인숙에 묵는 남자/자동차 도둑1 - 앨버트 오스틴
- 자동차 도둑2 - 버드 제미슨
- 신부 - 뷸라 베인스
- 슬럼가 간호사 - 넬리 베이커
- 여인숙 주인 - 헨리 버그만
- 조수 - F. 블린
- 신부의 어머니 - 키티 브래드버리
- 소매치기/악마 - 재키 쿠건 1세
- 신랑 - 로버트 던바
- 천사 - 리타 그레이
- 의사 - 줄리스 핸프트
- 아이(아기일 때) - 사일러스 해서웨이
- 성직자 - 에드거 셰로드

## 에피소드

### 재키 쿠건에 대한 채플린의 평
채플린은 <키드>를 찍기 위해 오디션을 준비하였는데 이 때 네 살이었던 재키 쿠건은 채플린을 깜짝 놀라게 하였다. 채플린은 이 아이가 희극적 재능이 있다고 평가하여 맡겼다.

## 같이 보기
- 찰리 채플린의 영화 목록